# NASCAR-Winston-Cup 1974
Der NASCAR-Winston-Cup 1974 begann am 20. Januar 1974 auf dem Riverside International Raceway und endete am 24. November 1974 auf dem Ontario Motor Speedway. Richard Petty gewann die Meisterschaft und wurde zum Most Popular Driver (Beliebtester Fahrer) gewählt. Earl Ross wurde Rookie of the Year.

## Rennkalender
| Datum              | Rennen                | Rennstrecke                          | Pole-Position   | Sieger          |
| ------------------ | --------------------- | ------------------------------------ | --------------- | --------------- |
| 20. Januar 1974    | Winston Western 500   | Riverside International Raceway      | David Pearson   | Cale Yarborough |
| 14. Februar 1974   | Gatorade Duel 1*      | Daytona International Speedway       | David Pearson   | Bobby Isaac     |
| 14. Februar 1974   | Gatorade Duel 2*      | Daytona International Speedway       | Richard Petty   | Cale Yarborough |
| 17. Februar 1974   | Daytona 500           | Daytona International Speedway       | David Pearson   | Richard Petty   |
| 24. Februar 1974   | Richmond 500          | Richmond Fairgrounds Raceway         | Bobby Allison   | Bobby Allison   |
| 3. März 1974       | Carolina 500          | North Carolina Motor Speedway        | Cale Yarborough | Richard Petty   |
| 17. März 1974      | Southeastern 500      | Bristol International Raceway        | Donnie Allison  | Cale Yarborough |
| 24. März 1974      | Atlanta 500           | Atlanta International Raceway        | David Pearson   | Cale Yarborough |
| 7. April 1974      | Rebel 450             | Darlington Raceway                   | Donnie Allison  | David Pearson   |
| 21. April 1974     | Gwyn Staley 400       | North Wilkesboro Speedway            | Bobby Allison   | Richard Petty   |
| 28. April 1974     | Virginia 500          | Martinsville Speedway                | Cale Yarborough | Cale Yarborough |
| 5. Mai 1974        | Winston 500           | Alabama International Motor Speedway | David Pearson   | David Pearson   |
| 11. Mai 1974       | Music City USA 420    | Nashville Speedway USA               | Bobby Allison   | Richard Petty   |
| 19. Mai 1974       | Mason-Dixon 500       | Dover Downs International Speedway   | David Pearson   | Cale Yarborough |
| 26. Mai 1974       | World 600             | Charlotte Motor Speedway             | David Pearson   | David Pearson   |
| 9. Juni 1974       | Tuborg 400            | Riverside International Raceway      | George Follmer  | Cale Yarborough |
| 16. Juni 1974      | Motor State 360       | Michigan International Speedway      | David Pearson   | Richard Petty   |
| 4. Juli 1974       | Firecracker 400       | Daytona International Speedway       | David Pearson   | David Pearson   |
| 14. Juli 1974      | Volunteer 500         | Bristol International Raceway        | Richard Petty   | Cale Yarborough |
| 20. Juli 1974      | Nashville 420         | Nashville Speedway USA               | Darrell Waltrip | Cale Yarborough |
| 28. Juli 1974      | Dixie 500             | Atlanta International Raceway        | Cale Yarborough | Richard Petty   |
| 4. August 1974     | Purolator 500         | Pocono International Raceway         | Buddy Baker     | Richard Petty   |
| 11. August 1974    | Talladega 500         | Alabama International Motor Speedway | David Pearson   | Richard Petty   |
| 25. August 1974    | Yankee 400            | Michigan International Speedway      | David Pearson   | David Pearson   |
| 2. September 1974  | Southern 500          | Darlington Raceway                   | Richard Petty   | Cale Yarborough |
| 8. September 1974  | Capital City 500      | Richmond Fairgrounds Raceway         | Richard Petty   | Richard Petty   |
| 15. September 1974 | Delaware 500          | Dover Downs International Speedway   | Buddy Baker     | Richard Petty   |
| 22. September 1974 | Wilkes 400            | North Wilkesboro Speedway            | Richard Petty   | Cale Yarborough |
| 29. September 1974 | Old Dominion 500      | Martinsville Speedway                | Richard Petty   | Earl Ross       |
| 6. Oktober 1974    | National 500          | Charlotte Motor Speedway             | David Pearson   | David Pearson   |
| 20. Oktober 1974   | American 500          | North Carolina Motor Speedway        | Richard Petty   | David Pearson   |
| 24. November 1974  | Los Angeles Times 500 | Ontario Motor Speedway               | Richard Petty   | Bobby Allison   |

- = Rennen, bei denen keine Punkte vergeben werden.

## Fahrergesamtwertung am Saisonende (Top 50)
| Platz | Fahrer                | Punkte   | Preisgeld (US-Dollar) |
| ----- | --------------------- | -------- | --------------------- |
| 1     | Richard Petty         | 5037,750 | $ 432.019             |
| 2     | Cale Yarborough       | 4470,300 | $ 363.781             |
| 3     | David Pearson         | 2389,250 | $ 252.819             |
| 4     | Bobby Allison         | 2019,195 | $ 178.437             |
| 5     | Benny Parsons         | 1591,500 | $ 185.080             |
| 6     | Dave Marcis           | 1378,200 | $ 83.376              |
| 7     | Buddy Baker           | 1016,880 | $ 151.025             |
| 8     | Earl Ross (R)         | 1009,470 | $ 81.199              |
| 9     | Cecil Gordon          | 1000,650 | $ 66.165              |
| 10    | David Sisco           | 956,200  | $ 58.312              |
| 11    | James Hylton          | 924,955  | $ 61.384              |
| 12    | J. D. McDuffie        | 920,850  | $ 59.534              |
| 13    | Frank Warren          | 820,845  | $ 55.779              |
| 14    | Richie Panch (R)      | 775,440  | $ 52.712              |
| 15    | Walter Ballard        | 748,440  | $ 54.038              |
| 16    | Richard Childress     | 735,440  | $ 50.248              |
| 17    | Donnie Allison        | 728,805  | $ 60.314              |
| 18    | Lennie Pond           | 723,250  | $ 55.989              |
| 19    | Darrell Waltrip       | 609,975  | $ 67.774              |
| 20    | Tony Bettenhausen jr. | 601,695  | $ 38.994              |
| 21    | Jackie Rogers (R)     | 587,880  | $ 32.367              |
| 22    | Coo Coo Marlin        | 581,670  | $ 41.944              |
| 23    | Ed Negre              | 534,300  | $ 24.622              |
| 24    | Bob Burcham           | 445,500  | $ 27.923              |
| 25    | Elmo Langley          | 433,780  | $ 24.722              |
| 26    | Charlie Glotzbach     | 293,090  | $ 34.172              |
| 27    | Dick Brooks           | 267,520  | $ 22.760              |
| 28    | Joe Frasson           | 240,800  | $ 22.629              |
| 29    | George Follmer        | 230,490  | $ 53.780              |
| 30    | Buddy Arrington       | 221,200  | $ 22.085              |
| 31    | Bill Champion         | 207,720  | $ 13.480              |
| 32    | D.K. Ulrich           | 155,325  | $ 11.955              |
| 33    | Bobby Isaac           | 152,950  | $ 22.642              |
| 34    | Travis Tiller         | 146,440  | $ 11.410              |
| 35    | Roy Mayne             | 141,720  | $ 15.284              |
| 36    | Dean Dalton           | 125,440  | $ 12.485              |
| 37    | Neil Castles          | 123,565  | $ 12.479              |
| 38    | G. C. Spencer         | 96,800   | $ 12.985              |
| 39    | Ramo Stott (R)        | 82,950   | $ 23.705              |
| 40    | Jim Vandiver          | 71,400   | $ 15.909              |
| 41    | Dan Daughtry          | 63,040   | $ 12.413              |
| 42    | Jabe Thomas           | 49,140   | $ 7.835               |
| 43    | Gary Bettenhausen     | 49,000   | $ 12.750              |
| 44    | A.J. Foyt             | 41,220   | $ 17.110              |
| 45    | Jerry Schild          | 35,375   | $ 8.395               |
| 46    | Earle Canavan         | 34,920   | $ 6.570               |
| 47    | Dick Trickle          | 24,780   | $ 10.828              |
| 48    | Marty Robbins         | 23,780   | $ 5.734               |
| 49    | Alton Jones           | 23,400   | $ 4.395               |
| 50    | Hershel McGriff       | 23,340   | $ 8.585               |

(R) = Fahrer war ein Anwärter auf die Auszeichnung des Rookie of the Year.